# Sargus subobscurum
Sargus subobscurum är en tvåvingeart som först beskrevs av Lindner 1966.  Sargus subobscurum ingår i släktet Sargus och familjen vapenflugor. Inga underarter finns listade i Catalogue of Life.